# Echinochaete
Echinochaete là một chi nấm thuộc họ Polyporaceae.